# Lophornis
Lophornis és un gènere d'ocells de la subfamília dels lesbins (Lesbiinae) dins la família dels troquílids (Trochilidae). Aquests colibrís habiten zones meridionals del Neotròpic.

## Llista d'espècies
Aquest gènere està format per 11 espècies:
- colibrí presumit adorable (Lophornis adorabilis).
- colibrí presumit de Guerrero (Lophornis brachylophus).
- colibrí presumit de bigotis (Lophornis chalybeus).
- colibrí presumit de Delattre (Lophornis delattrei).
- colibrí presumit de Gould (Lophornis gouldii).
- colibrí presumit crestanegre (Lophornis helenae).
- colibrí presumit magnífic (Lophornis magnificus).
- colibrí presumit d'arracades (Lophornis ornatus).
- colibrí presumit paó (Lophornis pavoninus).
- colibrí presumit coronat (Lophornis stictolophus).
- colibrí presumit de Verreaux (Lophornis verreauxii).